# Прінс-Патрік
Прінс-Патрік або  Острів Принца Патріка  (англ. Prince Patrick Island) — острів у Північному Льодовитому океані в складі Канадського Арктичного архіпелагу і частини островів Королеви Єлизавети. Чотирнадцятий за розмірами острів у Канаді і п'ятдесят п'ятий у світі.
Має площу 15 848 км² і належить Північно-Західним територіям Канади. Найвища точка на острові — 279 м над рівнем моря. Острів лежить у сейсмоактивній зоні.
У 1853 острів названий на честь Артура Вільяма Патріка, герцога Коннаутського, Генерал-губернатора Канади у 1911–1916.
Високо-арктична метеорологічна станція (англ. H.A.W.S.) під назвою Маолд Бай (англ. Mould Bay) відкрилась на острові в 1948 при спільному військовому підприємстві між Канадою і США. Персонал станції налічував від 10 до 40 чоловік. Станція закрилась в 1997 через зменшення бюджету i введення автоматичної станції.